# Bomba blockbuster

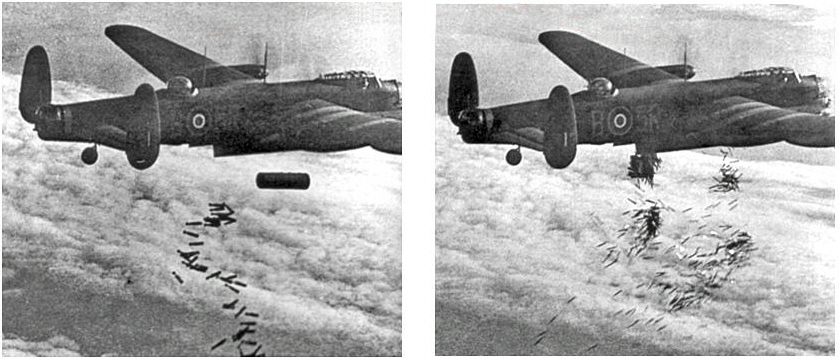
Um Avro Lancaster lança bombas blockbuster (esquerda), bombas incendiárias e pacotes de bombas incendiárias (à direita) em Duisburg em 15 de outubro de 1944.

Bomba blockbuster foi uma das várias das maiores bombas convencionais usadas na Segunda Guerra Mundial pela Royal Air Force (RAF). O termo blockbuster foi originalmente um nome cunhado pela imprensa e se referia a uma bomba que tinha poder explosivo suficiente para destruir uma rua inteira ou um grande prédio através dos efeitos da explosão em conjunto com bombas incendiárias.